# Malmo (Nebraska)
Malmo és una població dels Estats Units a l'estat de Nebraska. Segons el cens del 2000 tenia 109 habitants.

## Demografia
Segons el cens del 2000, Malmo tenia 109 habitants, 42 habitatges, i 27 famílies. La densitat de població era de 300,6 habitants per km².
Dels 42 habitatges en un 33,3% hi vivien nens de menys de 18 anys, en un 57,1% hi vivien parelles casades, en un 2,4% dones solteres, i en un 35,7% no eren unitats familiars. En el 31% dels habitatges hi vivien persones soles el 16,7% de les quals corresponia a persones de 65 anys o més que vivien soles. El nombre mitjà de persones vivint en cada habitatge era de 2,6 i el nombre mitjà de persones que vivien en cada família era de 3,37.
Per edats la població es repartia de la següent manera: un 33,9% tenia menys de 18 anys, un 3,7% entre 18 i 24, un 31,2% entre 25 i 44, un 12,8% de 45 a 60 i un 18,3% 65 anys o més.
L'edat mediana era de 34 anys. Per cada 100 dones de 18 o més anys hi havia 94,6 homes.
La renda mediana per habitatge era de 33.125 $ i la renda mediana per família de 40.000 $. Els homes tenien una renda mediana de 28.750 $ mentre que les dones 19.750 $. La renda per capita de la població era de 15.383 $. Aproximadament el 3,1% de les famílies i el 5,4% de la població estaven per davall del llindar de pobresa.

## Poblacions més properes
El següent diagrama mostra les poblacions més properes.